# Cacomantis sonneratii
El cuco de Sonnerat, cuco bayo o cucu bayo (Cacomantis sonneratii) es una especie de ave cuculiforme de la familia Cuculidae que habita en el subcontinente indio y el sudéste asiático. Generalmente se encuentran en zonas densamente arboladas principalmente en montes bajos. Son inconfundibles tanto por su plumaje como por sus cantos. Sus partes superiores son pardas o rojizas listadas en oscuro y las inferiores blanquecinas también regularmente listadas listadas. Presentan una prologada lista superciliar y como otros miembros de su género narinas redondas. Los machos cantan desde ramas expuestas en la época de cría. 

## Descripción

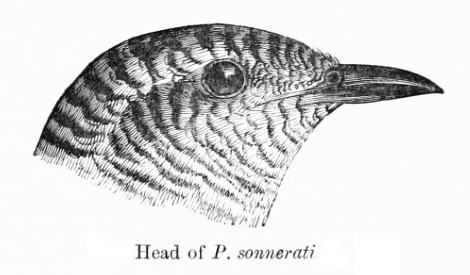
Detalle de la cabeza.

Los adultos tiene la a cabeza y espalda rufas o pardas densamentes listadas en pardo oscuro. Su pico es largo y ligeramente curvado. Presentan una característica lista superciliar blanquecina por encima de una ancha lista ocular. Sus alas son más oscuras y su cola se va aclarando gradualmente desde el centro. La cola está terminada en con una lista subterminal negra y las puntas blancas. Ambos sexos tienen un aspecto similar. Su iris es amarillo y su pico es negro con la base de la mandíbula inferior gris verdosa. Sus tarsos son grises. Los juveniles tienen un aspecto similar a los adultos pero con la mandíbula inferior clara y los bordes de las plumas de las partes superiores del cuerpo blancos.
La longitud general de su cuerpo es de unos 22 cm lo que le hace del mismo tamaño que Cacomantis merulinus y Cacomantis variolosus, con las que convive. Las formas rufas de estas dos especies pueden parecerse al cuco de Sonnerat, pero su lista superciliar, su largo pico y la cola listada distingue a esta especie.

## Taxonomía
John Latham clasificó esta especie inicialmente en el género Penthoceryx. El espécimen tipo procedía del noreste de la India. El nombre de la especie conmemora al naturalista y explorador francés Pierre Sonnerat.
Generalmente se reconocen cuatro subespecies:
- C. s. sonneratii, la subespecie nominal nativa de la India, Nepal, Tailandia y península malaya;
- C. s. musicus (Ljungh, 1804) habita en Java y Bali;
- C. s. fasciolatus (Müller, 1843) que vive en Sumatra;
- C. s. waiti (Baker, 1919) endémica de Sri Lanka.[7]

Algunas fuentes también reconocen la subespecie malayanus (Chasen y Kloss, 1931) en la península malaya y schlegeli (Junge, 1948) en Sumatra, Borneo y Palawan (suroeste de Filipinas).

## Comportamiento
Como muchos otros cucos practica el parasitismo de puesta, entre sus huéspedes se incluyen al iora Común, la yuhina ventriblanca, el minivete, el bulbul Orfeo, otros bulbules y timalís pequeños (Stachyris spp.). Sus huevos imitan a los de los huéspedes. La incubación y tiempos de eclosión no están bien documentados. El pollo de cuco tira del nido a los pollos del huésped.
Las poblaciones con frecuencia son migratorias o parcialmente migratorias. En la India se encuentran principalmente durante la época de los monzones.
Habitan en los bosques densos, principalmente en zonas de montes bajos. Su dieta se compone principalmente de insectos, que capturan tanto rebuscando entre las ramas como lanzándose en vuelos desde atalayas.
La estación de cría varía mucho de una región a otra. Cerca de Bombay se sabe que ponen huebos desde febrero hasta agosto, en Assam de abril a agosto, aunque se escuchan sus cantos durante todo el año en los Ghats orientales. En Sri Lanka se han observado juveniles en junio y octubre, mientras que los adultos cantan de enero a mayo en la península malaya.
El canto de esta especie es característico. Se trata de un sibido agudo de cuatro notas duran un segundo cada una y que suele transcribirse como "wii-ti wii-tii". Empieza con una frecuencia de 2,4 kHz y cada nota se va haciendo más grave.